# Memento mori (película de 2023)
Memento mori es una película colombiana de 2023 dirigida por Fernando López Cardona y protagonizada por César Badillo, Lucía Bedoya y Carlos Mario Echeverry. Fue el filme encargado de dar apertura a la sexagésimo segunda edición del Festival Internacional de Cine de Cartagena. López Cardona reveló que la película está basada en hechos reales ocurridos en la década de 1990 en el departamento de Antioquia, en medio del conlficto armado interno en Colombia.

## Sinopsis
A Puerto Berrío llega un cadáver decapitado desde el Río Magdalena. Es enterrado como un N.N. en la localidad antioqueña, pero el animero del lugar decide salirse del molde y buscar por todos los medios su cabeza para devolverle la dignidad a su cuerpo.

## Reparto
- César Badillo es el animero
- Lucía Bedoya es Naré Novoa
- Carlos Mario Echeverry es el moro
- Álvaro García es el doctor Paredes